# The Affairs of Cellini
 The Affairs of Cellini és una pel·lícula estatunidenca dirigida per Gregory La Cava, estrenada el 1934.

## Argument
L'escultor Benvenuto Cellini, del segle xvi atreu la Duquessa de Florència malgrat el duc.

## Repartiment
- Constance Bennett: Duquessa de Florence
- Fredric March: Benvenuto Cellini
- Frank Morgan: Alessandro - Duc de Florence
- Fay Wray: Angela
- Vince Barnett: Ascanio
- Jessie Ralph: Beatrice
- Louis Calhern: Ottaviano
- Paul Harvey: Emissari

## Premis i nominacions

### Nominacions
- 1935: Oscar al millor actor per Frank Morgan
- 1935: Oscar a la millor fotografia per Charles Rosher
- 1935: Oscar a la millor direcció artística per Richard Day
- 1935: Oscar al millor so per Thomas T. Moulton